# La Grande (Oregon)
La Grande – miasto (city), ośrodek administracyjny hrabstwa Union, w północno-wschodniej części stanu Oregon, w Stanach Zjednoczonych, położone nad rzeką Grande Ronde, na zachodnim skraju równiny rozciągającej się pomiędzy pasmem Blue Mountains (na zachodzie) a Wallowa Mountains (na wschodzie). W 2010 roku miasto liczyło 13 082 mieszkańców.
W przeszłości obszar ten zamieszkany był przez indiańskie plemię Umatilla. W 1864 roku osiedli tu pierwsi biali osadnicy, podążający szlakiem oregońskim. Rok później nastąpiło oficjalne założenie miasta.
Lokalna gospodarka opiera się na przemyśle drzewnym i hodowli bydła. W przeszłości ważną rolę odgrywało także górnictwo. W La Grande swoją siedzibę ma Eastern Oregon University (zał. 1929).